# Hällegöl (Mörlunda socken, Småland)
Hällegöl är en sjö i Hultsfreds kommun i Småland och ingår i Emåns huvudavrinningsområde.